# 藏北艾
藏北艾（学名：Artemisia vulgaris var. xizangensis）为菊科蒿属下的一个变种。